# 萬日吉
萬日吉（？—1654年1月15日），字允康，湖廣黃州府黃岡縣人，明朝、南明政治人物。

## 生平
萬日吉是崇禎十三年（1640年）庚辰科進士，授直隸崑山縣知縣。隆武初，轉任兵部主事；當時的選貢會得任職庶吉士，他上疏這不符合制度。隆武帝說：「拔士取貢中是作育人才的舉動，事關特殊。稱為『萃士』原本是和庶吉士作區別，不用激動詆毀。」轉任建南道副使。清朝軍隊攻至，他逃亡，後來起兵，授官嶺北參議，前往寧波聯絡海師，打算進見監國魯王，但未成行。永曆六年（1652年），南寧伯楊崑奉永曆帝詔令連絡浙江和南直隸義師，在安慶和尚書楊卓然、總督汪碩德、僉都御史葉士彥、僉都御史巡撫天津在鎔等人被清朝政府抓獲，送往江寧，次年（1653年）十一月二十八日，和與汪碩德等七十二人一同遇害，死前依然拿石頭擲向清兵，罵不絕口，南明朝廷追贈太僕寺卿。

## 引用
1. ↑  陸圻《纖言》〈金陵七十三人〉條：癸巳年（順治十年），金陵獲楊鵾，為滇黔諜使，事洩被執，供攀進士山東耿玄度，名章光；湖廣余誕北，名鵾翔；萬允康，名日吉；准安蓼安朱，名曰升；巢縣葉無美，名士彥；舉人金沙于公冶，名在鎔；貢生周繼序，名金候；生員金陵許水樵，名諫；其餘不能悉載，共計七十二人。於是年十一月二十八日。同戮秣陵，亦云最慘矣！
2. 1 2  錢海岳《南明史·卷八十三·列傳第五十九》：永曆六年正月，楊崑自南寧奉敕印密招浙、直義旅，諸蠟丸定盟疏上，過安慶見執，連及（汪）碩德。五毒火灼體，不及他一人。七年十一月二十八日，從容賦詩，與耿章光、蔣思宸、朱日升、萬日吉、葉士彥、吳永功、堵道南等七十二人皆遇害，萬象瑞幸免。
3. 1 2  錢海岳《南明史·卷五十六·列傳第三十二》：（萬）日吉，字允康，黃岡人。崇禎十三年進士。授崑山知縣。隆武初，遷兵部主事。時選貢為庶萃士，日吉特疏劾其非制。上曰：「拔士貢中，作育人才，事關特典。命曰『萃士』，原不同庶吉士，毋得憤激詆誹。」轉建南副使。
4. ↑  錢海岳《南明史·卷四·本紀第四》：（永曆六年）正月癸巳，……南寧伯楊崑齎敕連絡義師，事洩，與尚書楊卓然、總督汪碩德、僉都御史葉士彥、僉都御史巡撫天津于在鎔、副使萬日吉等死之。
5. ↑  錢海岳《南明史·卷五十六·列傳第三十二》：清兵至，亡去。已以起兵，改嶺北參議。間至寧波，聯絡海師，欲謁監國魯王，不果。以崑事連，致蘇州。臨命取石擲清兵，罵不絕口而死。贈太僕卿。